# Ariano Suassuna
Ariano Vilar Suassuna, connu sous le nom d'artiste d'Ariano Suassuna, né le 16 juin 1927 à João Pessoa, Paraíba, Brésil et mort le 23 juillet 2014 à Recife, est un poète, dramaturge, romancier et essayiste brésilien, qui fait partie du Movimento Armorial (pt).
Il est secrétaire d'État à la culture de l’État de Pernambuco de 1994 à 1998 et est conseiller spécial du gouverneur Eduardo Campos jusqu'en avril 2014.
Ses œuvres son traduites en anglais, français, allemand, néerlandais, italien et polonais.

« Tu peux écrire
sans faute d’orthographe mais tu dois conserver
une écriture agréable... »

« Você pode escrever
sem erros ortográficos mas ainda escrevendo
com uma linguagem coloquial... »
— Ariano Suassuna

## Biographie
Né au Paraíba en 1927, Ariano est le fils de l'homme politique João Suassuna, qui meurt assassiné alors qu'il n'a que trois ans. En 1942, Suassuna déménage définitivement avec sa famille à Recife. Il étudie au Colégio Americano Batista (pt) et au Colégio Ginásio Pernambucano (pt) et enfin au Colégio Oswaldo Cruz. Il termine ses études de droit à la Faculdade de Direito do Recife (pt) en 1950 et en philosophie en 1960 à l'université catholique de Pernambuco (Universidade Católica de Pernambuco).
Il est élevé dans un milieu familial calviniste, devient agnostique avant de se convertir au catholicisme, religion qui marquera son œuvre.
La publication de ses œuvres commence en 1945 quand son Noturno est publié dans le Jornal do Commercio (Recife) (pt)
Jusqu’en 1956, il exerce la profession d'avocat, écrit pour le théâtre. Il enseigne l'esthétique à l'Universidade Federal de Pernambuco de 1956 en 1994.
Suassuna réhabilite l'auto sacramental ibérique médiéval (mystère ou pièce morale) dans une forme théâtrale adaptée à la scène du XXe siècle.
En 1976, il soutient sa thèse de professorat intitulée "A Onça castanha e a Ilha Brasil: uma reflexão sobre a cultura brasileira".
Il était fan du Sport Club do Recife.
Il décède le 23 juillet 2014 au Real Hospital Português de Beneficência (pt) de Recife d'un AVC, à la suite d'une opération, après être resté dans le coma pendant deux jours.

## Œuvres

### Romans
- A História de amor de Fernando e Isaura, (1956)
- O Romance d'A Pedra do Reino e o Príncipe do Sangue do Vai-e-Volta, (1971)
- História d'O Rei Degolado nas caatingas do sertão / Ao sol da Onça Caetana, (1976)

### Livres
- Uma mulher vestida de Sol, (1947)
- Cantam as harpas de Sião ou O desertor de Princesa, (1948)
- Os homens de barro, (1949)
- Auto de João da Cruz, (1950)
- Torturas de um coração, (1951)
- O arco desolado, (1952)
- O castigo da soberba (pt), (1953)
- O Rico Avarento, (1954)
- Le Jeu de la miséricordieuse (Auto da Compadecida), (1955)
- O casamento suspeitoso, (1957)
- O santo e a porca (pt), (1957)
- O homem da vaca e o poder da fortuna, (1958)
- A pena e a lei, (1959)
- Farsa da boa preguiça, (1960)
- As conchambranças de Quaderna, (1987)
- Fernando e Isaura, (1956) "inédito até 1994"

### Pièces de théâtre
- Auto da Compadecida  (1955), traduit en français sous le titre Le Jeu de la miséricordieuse ou Le Testament du chien.
- O Castigo da Soberba  (1960)
- O Casamento Suspeitoso (1961)
- A Caseira e a Catarina, (1962)
- Uma Mulher Vestida de Sol (1964)
- O Rico Avarento  (1964)
- O Santo e a Porca  (1964)
- Pena e a Lei (1974)
- A Farsa da Boa Preguiça (1982)

### Poésie
- O pasto incendiado (1945-1970)
- Ode (1955)
- Sonetos com mote alheio (1980)
- Sonetos de Albano Cervonegro (1985)
- Poemas (antologia) (1999)

### Traductions françaises
- Idelette Muzart Fonseca (traducteur), La Pierre du royaume : Version pour Européens et Brésiliens de bon sens, Paris : Métailié, 1998  (ISBN 2-86424-268-0), traduction abrégée de O Romance d'A Pedra do Reino (1971)[8]
- Michel Simon-Brésil (traducteur), Le Jeu de la miséricordieuse ou Le Testament du chien, Paris : Gallimard, 1970  (ISBN 978-2-07-030355-7), traduction de Auto da Compadecida

## Prix, récompenses et honneurs

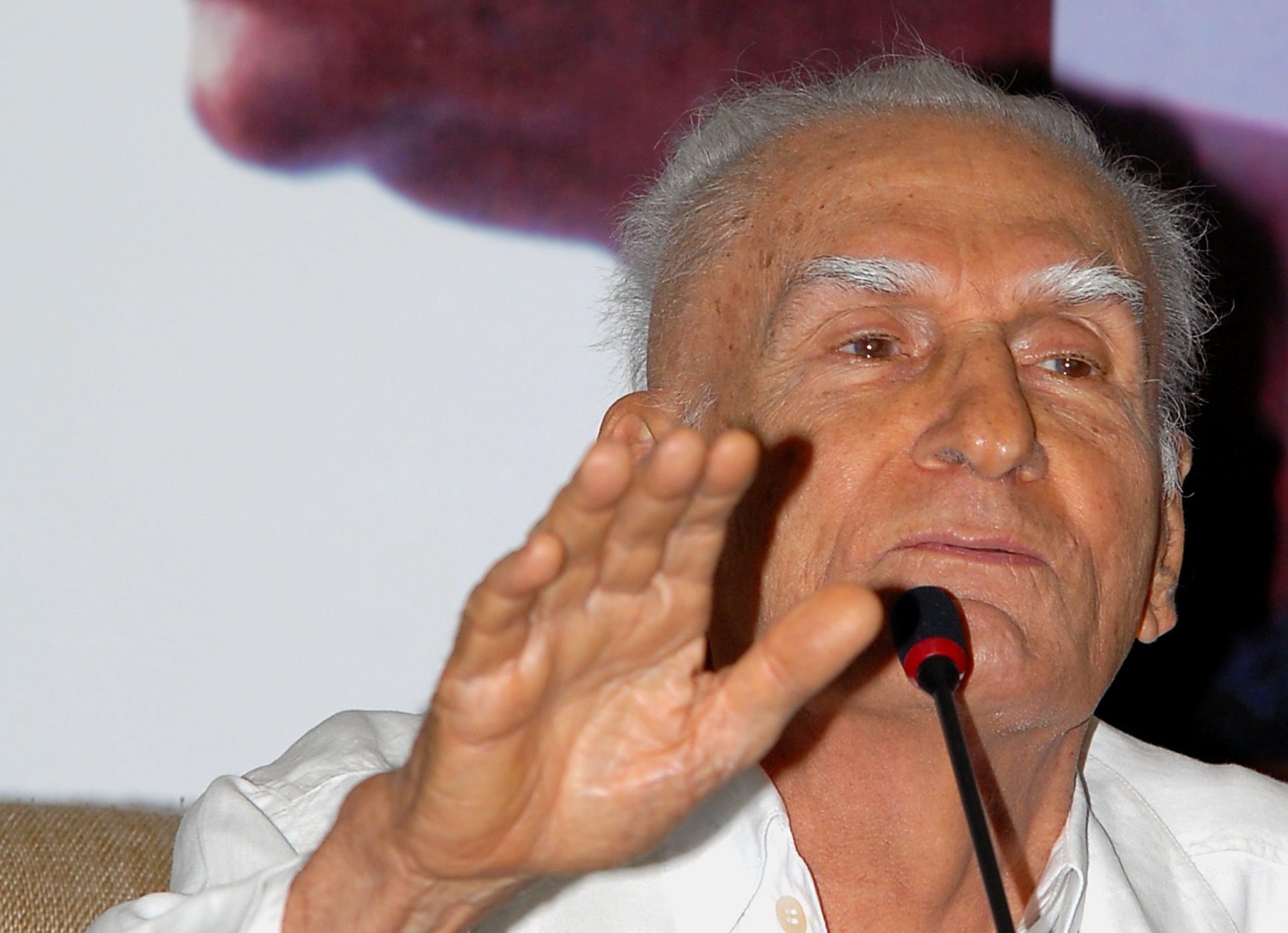
Suassuna en 2007, à Brasilia

- 1990 - 2014 : Académie brésilienne des lettres, fauteuil 32
- 1993 - 2014 : Académie pernamboucaine des lettres, fauteuil 18
- 2000 - Docteur Honoris Causa à l'Universidade Federal do Rio Grande do Norte (pt)
- 2000 - 2014 : Académie paraibaine des lettres (pt), fauteuil 35
- 2001 - Docteur Honoris Causa à l'Universidade Federal da Paraíba
- 2005 - Docteur Honoris Causa à l'Universidade Federal Rural de Pernambuco
- 2006 - Docteur Honoris Causa à l'Université fédérale du Ceará (Universidade Federal do Ceará)[9]

« Il pouvait sembler que je ne désirais pas
la récompense, mais c’était un problème d'agenda »

« Podia até parecer que não queria receber
a honraria, mas era problemas de agenda »
— Ariano Suassuna